# Cryptocellus goodnighti
Espèce
Cryptocellus goodnighti est une espèce de ricinules de la famille des Ricinoididae.

## Distribution
Cette espèce est endémique du Costa Rica. Elle se rencontre vers Sarapiquí et Turrialba.

## Description

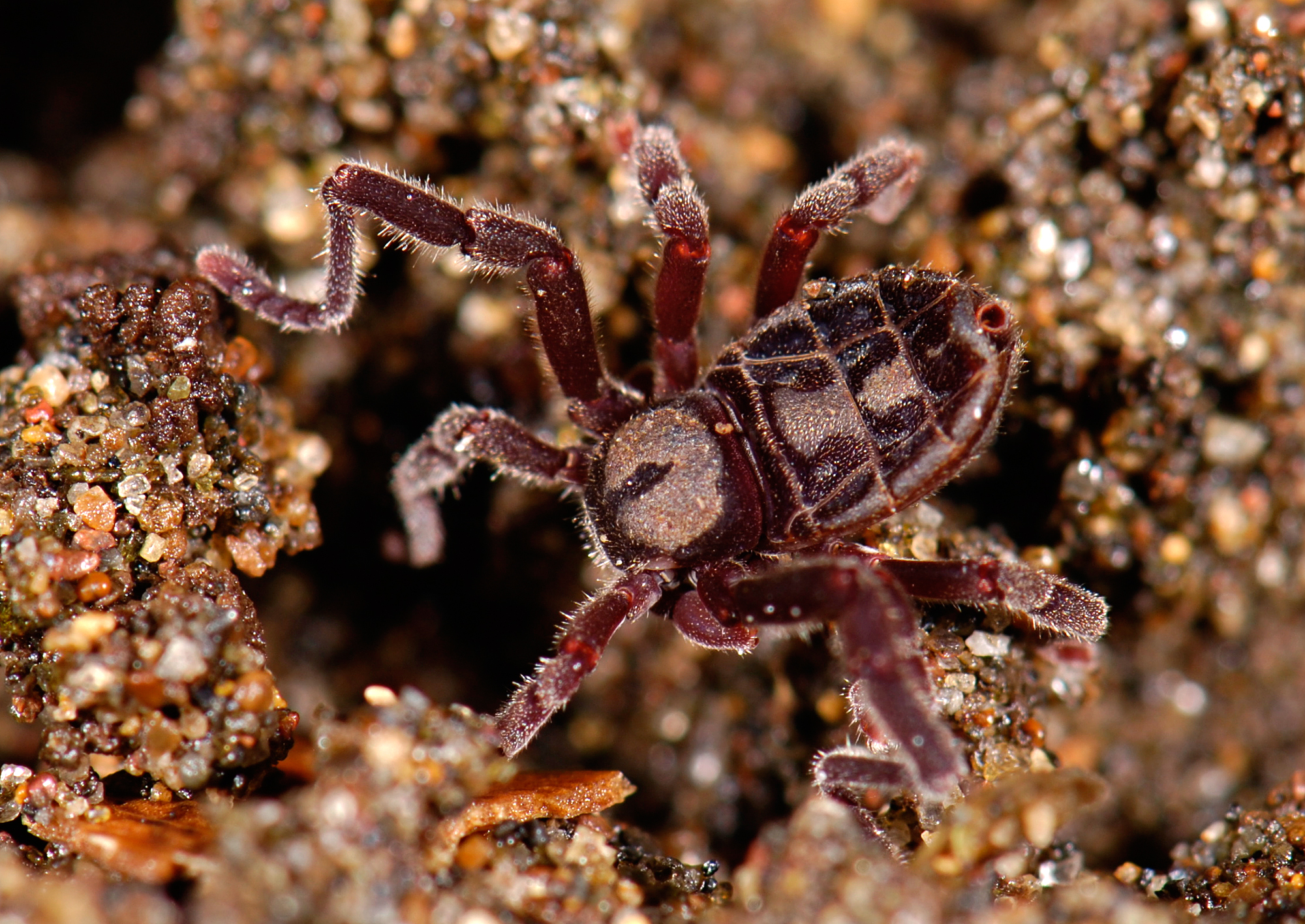
Cryptocellus goodnighti

Le mâle holotype mesure 4,77 mm.

## Étymologie
Cette espèce est nommée en l'honneur de Charles J. Goodnight.

## Publication originale
- Platnick & Shadab, 1981 : On Central American Cryptocellus (Arachnida, Ricinulei). American Museum Novitates, no 2711, p. 1-13 (texte intégral).